# Демаки (Фалёнский район)
Демаки — деревня в Фалёнском районе Кировской области. 

## География
Находится на правобережье реки Чепца на расстоянии примерно 8 километров по прямой на север-северо-восток от районного центра поселка Фалёнки.

## История
Деревня известна с XVII века. В 1678 году учтен 1 двор и 10 жителей, в 1763 году 43 жителя. Тогда это была вотчина Воздвиженского монастыря. В 1873 году отмечено дворов 5 и жителей 51, в 1905 14 и 103, в 1926 28 и 135, в 1950 12 и 50 соответственно. В 1989 году учтено 22 жителя. До 2020 года входила в Фалёнское городское поселение, ныне непосредственно в составе Фалёнского района.

## Население
Постоянное население  составляло 20 человек (русские 100%) в 2002 году, 5 в 2010.